# کژمووسکیه
کژمووسکیه (به لهستانی:  Krzymowskie) یک روستا در لهستان است که در گمینا بیاوا پودلاسکا واقع شده‌است. کژمووسکیه  ۲۰۰ نفر جمعیت دارد.